# Terry Eccles
Terence Stuart Eccles (sinh ngày 2 tháng 3 năm 1952 ở Leeds) là một cựu cầu thủ bóng đá người Anh có 274 trận và ghi 77 bàn ở Football League, thi đấu ở vị trí tiền đạo cho Blackburn Rovers, Mansfield Town, Huddersfield Town và York City. Ông cũng có một thời gian ngắn thi đấu cho câu lạc bộ Hi Lạp Ethnikos Piraeus và thi đấu tại Conference National cho Scarborough.
Ông đã giải nghệ và hiện tại đang sinh sống ở Mojacar, Tây Ban Nha.